# Ronilački kompjuter
Ronilački kompjuter je sofisticirani elektronski uređaj koji objedinjava funkcije više istrumenata i pruža i ostale podatke neophodne za bezbednost ronjenja. Radi veće sigurnosti pri ronjenju pojedini ronioci koriste istovremeno dva kompjutera različitog proizvođača, pri čemu se uvek pridržavaju podataka najkonzervativnijeg kompjutera. Ronilački kompjuter u toku jednog dana koristi samo jedan ronilac, jer su podaci tačni samo za onoga ronioca koji ga je već nosio. Zato svaka zamena kompjutera između dva zarona nije dozvoljena.
Nekada su ronilački kompjuteri bili veoma skup deo ronilačke opreme. Zahvaljujući brzom razvoju tehnologije ronilački kompjuteri su u 21. veku postali veoma dostupni i pouzdani uređaji za bezbedno ronjenje. 

## Funkcije
Ronilački kompjuter zamenjuje ronilački sat, dubinomer i dekompresione tablice. U zavisnosti od modela u mogućnosti je da pruži i ostale podatke neophodne za bezbednost ronjenja: 
- signalizira i meri brzinu zarona/izrona,
- meri temperaturu vode i vazduha,
- meri potrošnju vazduha
- pamti određeni broj zadnjih urona,
- omogućava bezbedniju upotrebu nitroks mešavine,
- prilagođava se zaronima na većim nadmorskim visnama

## Namena
Osnovna uloga ronilačkom kompjutera je da precizno računazasićenost organizma gasovima na osnovu stvarno provedenog vremenana svakoj postignutoj dubini tokom ronjenja. Na ovaj način je eliminisana potreba da se za proračun dekompresije uzima maksimalno postignuta dubina, a da se dekompresija računa kao da je na njoj provedeno celokupno vreme. Zbog toga što se prilikom smanjivanja dubine vrši desaturacija organizma koju kompjuteri uzimaju u obzir omogućeno je duže zadržavanje pod vodom u granicama krivulje sigurnosti. To jevelika prednost u odnosu na standardnu rečunicu. 
Većina ronilačkih kompjutera se automatski podešava za ronjenjena većim nadmorskim visinama.U zavisnosti od modela mogu prikazivati preostalu količinuvazduha u boci i preostalo vreme ronjenja proračunato sa trenutnom potrošnjom i potrebnom dekompresijom. Po izronjavanju na površinu pokazuju se bitni podaci završenog urona. 
Većina modela upozorava na vreme zabrane letenja vazduhoplovom odmah posle ronjenja. 
Profil ostvarenih ronjenja uz odgovarajući adapter može se prikazati i analizirati preko monitora personalnog računara.

## Ograničenja
- Ronilački kompjuteri se ne smeju gasiti između dva ronjenja (npr. vađenje baterije) jer će se izgubiti podaci o prethodnom zaronu i rezidualnom azotu.
- Ako kompjuter prestane raditi treba izbegavati zaronenajmanje narednih 12 časova.
- Ronilački kompjuteri se sami aktiviraju prilikom ulaska u vodu sami isključuju po završenom ronjenju.
- Radi dobijanja preciznih i tačnih podataka uvek treba planirati drugi zaron na manjoj dubini.
- Prilikom zarona ronilac treba da izbegava promene dubine, već uron započinje sa brzim dostizanjem maksimalne dubine sa apostepenim smanjivanjem dubine.
- Najbolje je da ronilac tokom ronjenja uz primenu kompjutera uvek ostane u granicama krivulje sigurnosti.
- Roniti treba tako da uvek ostane najmanje par minuta do ulaska u deko režime. Zatim treba postepeno smanjivati dubinu kako bi se vreme „no deco“ režima povećalo ili ostalo isto.

## Tehničko održavanje
Kako ronilački kompjuteri mogu biti neispravni kao i bilo koji deo ronilačke opreme treba uvek razmišljati i ne prihvatati šta kompjuter prikazuje ako se to znatno razlikuje od kompjutera svoga para ili je to u suprotnosti sa ranijim ronilačkim iskustvima. Najčešća trajna oštećenja kompjutera mogu nastati usled nepravilnog menjanja baterije - jer prodor voda u uređaj može da ošteti osetljivu elektroniku. 
Istrument će blagovremeno signalizirati istrošenost baterije, koja se menja u ovlašćenom servisu ili u sopstvenoj režiji. 
Ronilački kompjuteri su danas pouzdani i sigurni. Obično problemi nastaju usled nebrige ili fizičkog oštećenja. Ne smeju se izlagati otvorenom suncu i visokoj temepraturi jer to oštećuje displej i elektroniku. Takođe uređaj treba zaštititi od pada ili udarca u tvrdi predmet. 
Nakon svake upotrebe ronilački kompjuter treba oprati u slatkoj vodi i ostaviti da se na vazduhu dobro osušu.

## Spoljašnje veze
- Dive computer reviews[мртва веза] by Dive Gear magazine. (језик: енглески)
- Dive computer reviews by Scuba Diving Dreams (језик: енглески)